# Bartók (krater)
Bartók är en nedslagskrater på planeten Merkurius, med en diameter på ungefär 118 kilometer.
1976 uppkallades kratern efter den ungerska tonsättaren Béla Bartók.